# Педро
Пе́дро (ісп. Pedro; МФА: [ˈpe.dɾo], ['peðɾo]}) — чоловіче особове ім'я. Використовується переважно в країнах, що говорять іспанською мовою (Іспанія, Аргентина, Мексика, Чилі, Філіппіни тощо). Походить від грецького імені Петрос (грец. πέτρος, Petros, «камінь, скеля»). Інші форми — Петро (українська мова), Педру (в португаломовних країнах), Пітер (в англомовних країнах), П'єр (у франкомовних країнах) тощо.

## Особи

### Королі
Арагон
- Педро I — король Арагону (1094—1104).
- Педро II — король Арагону (1196—1213).
- Педро III — король Арагону (1276—1285); також — Педру Сицилії (1282—1285).
- Педро IV — король Арагону (1336—1387) і Майорки (1344—1387), герцог Афінський (1379—1387).

Кастилія
- Педро I — король Кастилії і Леону (1350—1366, 1367—1369).

Португалія
- Педро I — король Португалії (1357—1367).
- Педро II — король Португалії (1683—1706).
- Педро III — король Португалії(1777—1816).
- Педро IV — король Португалії (1826).
- Педро V — король Португалії (1853—1861).

Сицилія
- Педро І — король Сицилії (1282—1285); первісно — Педро ІІІ, король Арагону (1276—1285).
- Педро II — король Сицилії (1337—1342).

### Інші
- Педро Абад Сантос — філіппінський політик
- Педро Аграмунт — іспанський політик
- Педро Альмодовар — іспанський кінорежисер
- Педро Антоніо Піментель — президент Домініканської республіки (1865)
- Педро Аріас де Авіла — іспанський конкістадор
- Педро Аґірре Серда — президент Чилі (1938—1941)
- Педро Бланко Сото — президент Болівії (1828—1829)
- Педро Гуаль — президент Венесуели (1858, 1859, 1861)
- Педро Еухеніо Арамбуру — президент Аргентини (1955—1958)
- Педро Кальдерон де ла Барка — іспанський драматург
- Педро Ласкуран — президент Мексики (1915)
- Педро Ліра — чилійський художник
- Педро Мачука — іспанський архітектор
- Педро Менендес де Авілес — іспанський адмірал
- Педро Монтт — президент Чилі (1906—1910)
- Педро Моренес — міністр оборони Іспанії (2011—2016)
- Педро Опасо — віце-президент Чилі (1931)
- Педро Пабло Вільянуева — кубинський дипломат
- Педро Пабло Кучинський — президент Перу (2016—2018)
- Педро Пабло Рамірес — президент Аргентини (1943—1944)
- Педро Сантана — президент Домініканської республіки (1844—1848, 1853—1856, 1858—1861)
- Педро Сарм'єнто де Гамбоа — іспанський мореплавець
- Педро Симон — іспанський історик
- Педро Сольбес — міністр економіки Іспанії (2004—2009)
- Педро Фернандес де Кірос — іспанський мореплавець
- Педро Франсіско Дуке — іспанський астронавт
- Педро Фройлас де Траба — галісійський магнат
- Педро Хосе Севальйос — президент Еквадору (1888)
- Педро Хосе де Артета — президент Еквадору (1867—1868)
- Педро де Агуадо — іспанський історик
- Педро де Айсінена-і-Піньоль — президента Гватемали (1865)
- Педро де Альварадо і Контрерас — іспанський конкістадор
- Педро де Ампудья — мексиканський полководець
- Педро де Вальдівія — іспанський конкістадор
- Педро де Мендоса — іспанський конкістадор
- Педро де Сьєса де Леон — іспанський історик
- Педро де лас Куевас — іспанський художник

## Похідні назви
- Педро-Абад — муніципалітет в Іспанії
- Педро-Бернардо — муніципалітет в Іспанії
- Педро-Мартінес (Гранада) — муніципалітет в Іспанії
- Педро-Муньйос — муніципалітет в Іспанії
- Педро-Родригес — муніципалітет в Іспанії
- Педро-Хуан-Кабальєро — місто в Парагваї

- Сан-Педро (порт. San Pedro) — португальський варіант написання «святий Петро»